# Hakan Şükür
Hakan Şükür (Adapazarı, Sakarya, 1 de septiembre de 1971) es un político y exfutbolista turco. Jugaba de delantero y su último club fue el Galatasaray de Estambul, de la Superliga de Turquía. Es actualmente el máximo goleador histórico del Galatasaray, de la Superliga de Turquía con 289 goles y de la selección turca con 51 goles.

## Trayectoria
Considerado uno de los mejores futbolistas turcos de todos los tiempos, durante sus primeros años tuvo más interés por el baloncesto que por el fútbol.
En 1981 ingresó en las divisiones inferiores del Sakaryaspor, haciendo su debut profesional en 1987, siendo campeón esa temporada de la Copa de Turquía. En 1990 fue transferido al Bursaspor, pasando dos años después al Galatasaray. En ese club jugaría en tres etapas distintas de su carrera, ganando en ocho ocasiones el título de la Superliga de Turquía, además de haber obtenido cinco ediciones de la Copa de Turquía, tres ediciones de la Supercopa de Turquía y la Copa de la UEFA 1999-2000. En total anotó 289 goles en 539 partidos oficiales para el Galatasaray.
En el verano de 1995 dejó el fútbol de su país por primera vez, contratado por el Torino de la Serie A de Italia; sin embargo, debido a su bajo rendimiento y a su deseo de retornar a su patria, abandonó al club italiano antes de que terminara la temporada. Volvería a Italia en 2000, contratado por el Inter de Milán, y al año siguiente jugaría para el Parma.
Su última experiencia como jugador extranjero fue en la Premier League de Inglaterra, jugando la temporada 2002-03 con el Blackburn Rovers.

## Selección nacional
Hakan Şükür debutó con la selección de fútbol de Turquía en 1993, y participó en la Eurocopa 2000, donde anotó 2 goles a la local Bélgica, aunque cayó en cuartos de final ante Portugal. Más tarde, Hakan Şükür tuvo una destacada participación en la Copa Mundial de Fútbol de 2002 celebrada en Japón y Corea del Sur. Fue el capitán y Turquía alcanzó las semifinales, donde fueron vencidos por Brasil por 1-0. En ese mismo Mundial, anotó el gol más rápido en la historia de la copa del mundo cuando marco a los 11 segundos frente a la selección de fútbol de Corea del Sur, en la disputa por el tercer y cuarto puesto que terminó ganando la selección de fútbol de Turquía por 3 goles a 2.
A comienzos de la Eurocopa 2008 fue seleccionado como el mejor jugador de la selección de fútbol de Turquía de los últimos 50 años. donde fue el goleador máximo, sin embargo no fue tenido en cuenta por el director técnico Fatih Terim, pese a ser el goleador en la fase clasificatoria.

### Participaciones en Copas del Mundo
| Mundial                        | Sede                  | Resultado     | Partidos | Goles | Prom. |
| ------------------------------ | --------------------- | ------------- | -------- | ----- | ----- |
| Copa Mundial de Fútbol de 2002 | Corea del Sur y Japón | Tercer puesto | 7        | 1     | 0.14  |

### Participaciones en Eurocopa
| Eurocopa      | Sede                   | Resultado        | Partidos | Goles | Prom. |
| ------------- | ---------------------- | ---------------- | -------- | ----- | ----- |
| Eurocopa 2000 | Bélgica y Países Bajos | Cuartos de final | 4        | 2     | 0.50  |

## Política
En 2011 fue electo miembro de la Gran Asamblea Nacional de Turquía, como representante del Partido de la Justicia y el Desarrollo en el distrito de Estambul. Sin embargo dos años después renunció a su partido, convirtiéndose en legislador independiente.
En agosto de 2016, el Gobierno de Turquía emitió una orden de arresto contra Şükür. Las autoridades le acusan de ser “miembro de un grupo terrorista”, en referencia a la organización del predicador Fethullah Gülen, cuya extradición fue solicitada por el presidente Recep Tayyip Erdoğan tras el intento de golpe de Estado de Turquía de 2016. De todos modos el exfutbolista se encontraba residiendo en los Estados Unidos desde septiembre de 2015. 

## Vida privada
Şükür es étnicamente albanés -su apellido original era Shykyr-, siendo hijo de una pareja de inmigrantes nacidos en Yugoslavia.
Durante su exilio en los Estados Unidos, tuvo inicialmente una cafetería en la localidad de Palo Alto, California, la cual terminó cerrando por las sospechas de que el sitio pudiese convertirse en un blanco de ataque de los seguidores de Erdoğan. Posteriormente trabajó conduciendo un Uber y vendiendo libros. En la actualidad se desempeña como entrenador privado de jugadores juveniles.

## Estadísticas

### Clubes
Datos actualizados al fin de la carrera deportiva.
| Sakaryaspor Turquía |            |            |     |     |    |    |    |    |     |      |      |
| 1.ª | 1987-88    | 6          | 4   | -   | -  | -  | -  | 6  | 4   | 0.67 |      |
| 1.ª | 1988-89    | 11         | 6   | 1   | 0  | -  | -  | 12 | 6   | 0.50 |      |
| 1.ª | 1989-90    | 21         | 9   | 1   | 0  | -  | -  | 22 | 9   | 0.40 |      |
| Total club | Total club | 38         | 19  | 2   | 0  | 0  | 0  | 40 | 19  | 0.47 |      |
| Bursaspor Turquía |            |            |     |     |    |    |    |    |     |      |      |
| 1.ª | 1990-91    | 28         | 4   | 2   | 3  | -  | -  | 30 | 7   | 0.23 |      |
| 1.ª | 1991-92    | 27         | 7   | 6   | 2  | -  | -  | 33 | 9   | 0.27 |      |
| Total club | Total club | 55         | 11  | 8   | 5  | 0  | 0  | 63 | 16  | 0.25 |      |
| Galatasaray Turquía |            |            |     |     |    |    |    |    |     |      |      |
| 1.ª | 1992-93    | 30         | 19  | 7   | 4  | 6  | 2  | 43 | 25  | 0.58 |      |
| 1.ª | 1993-94    | 27         | 16  | 6   | 3  | 9  | 0  | 42 | 19  | 0.45 |      |
| 1.ª | 1994-95    | 33         | 19  | 7   | 0  | 8  | 5  | 48 | 24  | 0.50 |      |
| Torino Italia | 1.ª        | 1995       | 5   | 1   | -  | -  | -  | -  | 5   | 1    | 0.20 |
| Torino Italia | Total club | Total club | 5   | 1   | 0  | 0  | 0  | 0  | 5   | 1    | 0.20 |
| Galatasaray Turquía | 1.ª        | 1996       | 25  | 16  | 8  | 5  | -  | -  | 33  | 21   | 0.63 |
| Galatasaray Turquía | 1.ª        | 1996-97    | 32  | 38  | 2  | 1  | 4  | 4  | 38  | 43   | 1.13 |
| Galatasaray Turquía | 1.ª        | 1997-98    | 34  | 32  | 9  | 2  | 7  | 0  | 50  | 34   | 0.68 |
| Galatasaray Turquía | 1.ª        | 1998-99    | 33  | 19  | 7  | 1  | 7  | 6  | 47  | 26   | 0.55 |
| Galatasaray Turquía | 1.ª        | 1999-00    | 32  | 14  | 3  | 1  | 17 | 10 | 52  | 25   | 0.48 |
| Internazionale · Italia | 1.ª        | 2000-01    | 24  | 5   | 2  | 0  | 9  | 1  | 35  | 6    | 0.17 |
| Internazionale · Italia | Total club | Total club | 24  | 5   | 2  | 0  | 9  | 1  | 35  | 6    | 0.17 |
| Parma · Italia | 1.ª        | 2001-02    | 15  | 3   | 3  | 0  | 1  | 0  | 19  | 3    | 0.15 |
| Parma · Italia | Total club | Total club | 15  | 3   | 3  | 0  | 1  | 0  | 19  | 3    | 0.15 |
| Blackburn Rovers Inglaterra | 1.ª        | 2002-03    | 9   | 2   | -  | -  | -  | -  | 9   | 2    | 0.22 |
| Blackburn Rovers Inglaterra | Total club | Total club | 9   | 2   | 0  | 0  | 0  | 0  | 9   | 2    | 0.22 |
| Galatasaray Turquía | 1.ª        | 2003-04    | 28  | 12  | -  | -  | 9  | 6  | 37  | 18   | 0.48 |
| Galatasaray Turquía | 1.ª        | 2004-05    | 33  | 18  | 3  | 3  | -  | -  | 36  | 21   | 0.58 |
| Galatasaray Turquía | 1.ª        | 2005-06    | 31  | 10  | 4  | 2  | 2  | 1  | 37  | 13   | 0.35 |
| Galatasaray Turquía | 1.ª        | 2006-07    | 26  | 4   | 1  | 0  | 5  | 1  | 32  | 5    | 0.15 |
| Galatasaray Turquía | 1.ª        | 2007-08    | 29  | 11  | 4  | 1  | 9  | 2  | 42  | 14   | 0.33 |
| Galatasaray Turquía | Total club | Total club | 393 | 228 | 61 | 23 | 83 | 37 | 537 | 288  | 0.53 |
| Total | Total      | Total      | 539 | 269 | 76 | 28 | 93 | 38 | 708 | 335  | 0.47 |
| (2) Incluye datos de la Copa de Turquía, Supercopa de Turquía, Supercopa de Italia, Copa Italia. (3) Incluye datos de la Copa UEFA, Liga de Campeones de la UEFA, Recopa de Europa. (4) No se consideran goles en encuentros amistosos. |            |            |     |     |    |    |    |    |     |      |      |

### Selección nacional
| Selección | Año   | Amistoso | Amistoso | Eliminatorias | Eliminatorias | Eliminatorias EURO | Eliminatorias EURO | EURO | EURO | Mundial | Mundial | Total | Total |
| Selección | Año   | PJ       | G        | PJ            | G             | PJ                 | G                  | PJ   | G    | PJ      | G       | PJ    | G     |
| --------- | ----- | -------- | -------- | ------------- | ------------- | ------------------ | ------------------ | ---- | ---- | ------- | ------- | ----- | ----- |
| Turquía   |       |          |          |               |               |                    |                    |      |      |         |         |       |       |
| 1992      | 4     | 3        | 4        | 2             | -             | -                  | -                  | -    | -    | -       | 8       | 5     |       |
| 1993      | -     | -        | 3        | 1             | -             | -                  | -                  | -    | -    | -       | 3       | 1     |       |
| 1994      | 2     | 0        | -        | -             | 3             | 3                  | -                  | -    | -    | -       | 5       | 3     |       |
| 1995      | 3     | 0        | -        | -             | 4             | 4                  | -                  | -    | -    | -       | 7       | 4     |       |
| 1996      | 6     | 1        | 3        | 2             | -             | -                  | 3                  | 0    | -    | -       | 12      | 3     |       |
| 1997      | -     | -        | 5        | 6             | -             | -                  | -                  | -    | -    | -       | 5       | 6     |       |
| 1998      | 1     | 0        | -        | -             | 3             | 1                  | -                  | -    | -    | -       | 4       | 1     |       |
| 1999      | -     | -        | -        | -             | 6             | 3                  | -                  | -    | -    | -       | 6       | 3     |       |
| 2000      | 2     | 0        | 3        | 1             | 4             | 2                  | -                  | -    | -    | -       | 9       | 3     |       |
| 2001      | 2     | 1        | 8        | 5             | -             | -                  | -                  | -    | -    | -       | 10      | 6     |       |
| 2002      | 3     | 1        | -        | -             | -             | -                  | -                  | -    | 7    | 1       | 10      | 2     |       |
| 2003      | 3     | 1        | -        | -             | 6             | 3                  | -                  | -    | -    | -       | 9       | 4     |       |
| 2004      | 7     | 5        | 1        | 0             | -             | -                  | -                  | -    | -    | -       | 8       | 5     |       |
| 2005      | 1     | 0        | 4        | 0             | -             | -                  | -                  | -    | -    | -       | 5       | 0     |       |
| 2006      | 2     | 0        | -        | -             | 3             | 4                  | -                  | -    | -    | -       | 5       | 4     |       |
| 2007      | -     | -        | -        | -             | 5             | 1                  | -                  | -    | -    | -       | 5       | 1     |       |
| Total     | Total | 36       | 12       | 31            | 17            | 30                 | 19                 | 7    | 2    | 7       | 1       | 111   | 51    |

## Palmarés

### Campeonatos nacionales
| Título           | Club           | País    | Año      |
| ---------------- | -------------- | ------- | -------- |
| Copa de Turquía  | Sakaryaspor    | Turquía | 1987-88  |
| Copa de Turquía  | Galatasaray SK | Turquía | 1992-93  |
| Super liga Turca | Galatasaray SK | Turquía | 1992-93  |
| Super liga Turca | Galatasaray SK | Turquía | 1993-94  |
| Copa de Turquía  | Galatasaray SK | Turquía | 1995-96  |
| Super liga Turca | Galatasaray SK | Turquía | 1996-97  |
| Super liga Turca | Galatasaray SK | Turquía | 1997-98  |
| Copa de Turquía  | Galatasaray SK | Turquía | 1998-99  |
| Super liga Turca | Galatasaray SK | Turquía | 1998-99  |
| Copa de Turquía  | Galatasaray SK | Turquía | 1999-00  |
| Super liga Turca | Galatasaray SK | Turquía | 1999-00´ |
| Copa de Italia   | Parma          | Italia  | 2001-02  |
| Copa de Turquía  | Galatasaray SK | Turquía | 2004-05  |
| Super liga Turca | Galatasaray SK | Turquía | 2005-06  |
| Super liga Turca | Galatasaray SK | Turquía | 2007-08  |

### Copas internacionales
| Título             | Equipo         | País    | Año       |
| ------------------ | -------------- | ------- | --------- |
| UEFA Europa League | Galatasaray SK | Turquía | 1999-2000 |

### Distinciones individuales
| Distinción                                                  | Año     |
| ----------------------------------------------------------- | ------- |
| Máximo goleador de la Liga Turca con 38 goles.              | 1996-97 |
| Mejor goleador mundial de Primera División según la IFFHS   | 1997    |
| Máximo goleador de la Liga Turca con 32 goles.              | 1997-98 |
| Máximo goleador de la Liga Turca con 19 goles.              | 1998-99 |
| Gol más rápido de la historia de la Copa Mundial de Fútbol. | 2002    |
| Máximo goleador histórico de la Liga Turca.                 | 2007    |